# Dorobanțu, Tulcea
Dorobanțu (în trecut Ai Orman) este satul de reședință al comunei cu același nume din județul Tulcea, Dobrogea, România. Se află în partea de vest a județului, în Podișul Babadagului.